# Tugubandung
Tugubandung is een bestuurslaag in het regentschap Sukabumi van de provincie West-Java, Indonesië. Tugubandung telt 8435 inwoners (volkstelling 2010).